# Linotetranidae
Linotetranidae zijn  een familie van mijten. Bij de familie zijn vier geslachten met circa 15 soorten ingedeeld.